# جي. دونكان بومان
جي. دونكان بومان (بالإنجليزية: G. Duncan Bauman)‏ هو صحفي أمريكي، ولد في 12 أبريل 1912، وتوفي في 14 أبريل 2003.